# Essie Mae Washington-Williams
Essie Mae Washington-Williams (* 12. Oktober 1925 in Aiken, South Carolina; † 4. Februar 2013 in Charleston, South Carolina) wurde bekannt als afroamerikanische Tochter des segregationistischen US-Politikers Strom Thurmond (1902–2003). 2005 veröffentlichte sie ihre Autobiografie Dear Senator: A Memoir by the Daughter of Strom Thurmond.

## Leben
Washington-Williams wurde 1925 als außereheliche Tochter von Strom Thurmond und dessen afroamerikanischer Hausangestellten Carrie Butler († 1948) geboren. Thurmond wurde später ein bekannter Politiker und langjähriger Senator für South Carolina, der sich öffentlich für die Rassentrennung einsetzte. Washington-Williams wuchs bei einer Tante in Coatesville, Pennsylvania, auf, nahm deren Ehenamen Washington an und erfuhr erst mit 13 Jahren, wer ihre leibliche Mutter war. Als sie 16 Jahre alt war, enthüllte ihre Mutter ihr die Identität ihres Vaters, den sie kurz danach zum ersten Mal traf. Nach ihrem Schulabschluss besuchte Washington-Williams auf Rat von Thurmond die South Carolina State University, wobei ihr Vater für die Schulkosten aufkam. Nach drei Jahren brach sie ihr Studium ab, um ihren Freund Julius T. Williams (1919–1964) zu heiraten, einen späteren Anwalt der Bürgerrechtsbewegung. Das Ehepaar bekam vier Kinder. Washington-Williams selbst trat in den 1960ern der National Association for the Advancement of Colored People bei und ließ sich als Demokratin registrieren, während ihr Vater aus Kritik an der bürgerrechtsfreundlichen Haltung der Demokraten seine bisherige Partei verließ und Republikaner wurde.
Nach dem Tod ihres Ehemannes zog Washington-Williams mit ihren Kindern nach Los Angeles, wo sie an der California State University, Los Angeles, ihren Bachelor beendete. Anschließend wurde sie Lehrerin für Erwachsenenbildung im Vereinigten Schulbezirk von Los Angeles; für eine Zeit lang arbeitete sie parallel auch als Lehrerin in einem community college. Insgesamt arbeitete sie über 30 Jahre lang als Lehrerin und war eine Zeit lang auch Schuldirektorin. 1997 ging sie in Rente. Mit ihrem Vater blieb sie seit dem ersten Treffen in Kontakt. Er unterstützte sie und ihre Familie finanziell und verfasste unter anderem auch ein Empfehlungsschreiben für einen ihrer Söhne. Regelmäßig trafen sich die beiden, mitunter besuchte Washington-Williams auch Thurmond in seinem Büro im US-Senat. Wenngleich dem Umfeld Thurmonds die Existenz Washington-Williams bekannt war, stand Thurmond selbst nie öffentlich zu seiner Tochter. Entsprechende Anfragen von Reportern, die auf Gerüchte über Thurmonds Vaterschaft aufmerksam geworden waren, beschied auch Washington-Williams negativ; sie sei nur eine gute Freundin Thurmonds.

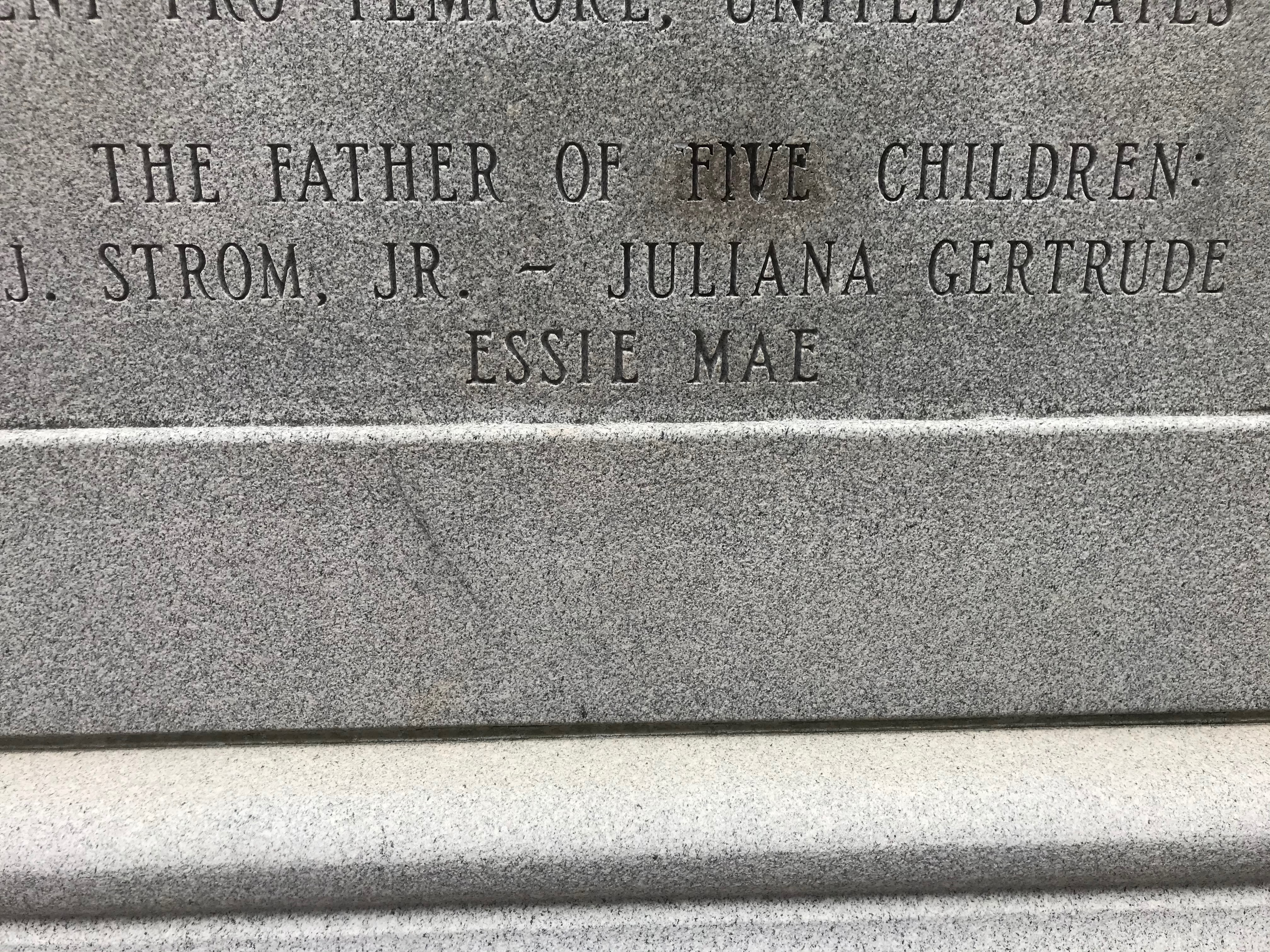
Inschrift des Denkmals für Strom Thurmond in South Carolina

Washington-Williams enthüllte ihre Identität öffentlich erst auf einer Pressekonferenz im Dezember 2003, sechs Monate nach dem Tod ihres Vaters. Sie gab an, so lange aus Respekt vor ihrem Vater, seiner Familie und seiner Karriere geschwiegen zu haben. Nach dem Tod Thurmonds sei sie durch ihre Kinder ermutigt worden, auch öffentlich zu ihrer Herkunft zu stehen. Die Enthüllung erregte in den Medien große Aufmerksamkeit; dass der für seine Politik der Rassentrennung bekannte Strom Thurmond eine afroamerikanische Tochter hatte, galt trotz seines Todes gewissermaßen als politischer Skandal. Aus dem Umfeld der afroamerikanischen Bürgerrechtsbewegung gab es teils Kritik, dass Washington-Williams erst jetzt diese Information enthüllte, andere zollten ihr Respekt. Die Familie Thurmonds erkannte wenig später öffentlich die verwandtschaftliche Beziehung an. Soweit öffentlich bekannt, traf sich Washington-Williams daraufhin mit zwei ihrer Halbgeschwister, den Politikern Strom Thurmond Jr. und Paul Thurmond. 2004 wurde „Essie Mae“ an eine Inschrift auf einem Denkmal für Strom Thurmond vor dem South Carolina State House zu seinen Kindern angefügt. 2005 veröffentlichte Washington-Williams ihre Autobiografie Dear Senator: A Memoir by the Daughter of Strom Thurmond, die zu einem Bestseller wurde. Die  Kritikerin Janet Maslin besprach das Buch in der New York Times als „seltsamerweise aufrichtiges“, „nicht zorniges Buch“, in dem Washington-Williams mit „eigener Stimme“ ihre „eigene Geschichte“ erzähle. Die Historikerin Adele Logan Alexander kritisierte dagegen das Buch in der Washington Post als „problematisch“; insbesondere dominiere der Ghostwriter William Stadiem das Buch zu sehr. Es sei mehr eine „Liebesgeschichte“ als eine glaubwürdige Autobiografie.
Als sich ihr Gesundheitszustand verschlechterte, zog Washington-Williams zurück nach South Carolina. Sie starb 2013 im Alter von 87 Jahren in einem Pflegeheim in Charleston, South Carolina, und hinterließ zwei Töchter und einen Sohn sowie mehrere Enkel und Urenkel. Nachrufe erschienen in vielen Leitmedien des angloamerikanischen Raums.

## Werke
- mit William Stadiem: Dear Senator: A Memoir by the Daughter of Strom Thurmond. Harper, New York City 2005, ISBN 0-06-076095-8.